# Sweetest day
Sweetest day är en högtid som firas tredje lördagen i oktober, främst i de nordöstra delarna av USA för att komma ihåg alla som har hjälpt och behandlat en väl. Det kan också vara till hjälp för dem stora godis- och chokladhandlarna/säljarna, eftersom en "arbetare från en godisföretag" införde traditionen även om det inte blev en så stor succé som väntat. Detroit, Cleveland och Buffalo är de största "Sweetest day"-städerna